# Plön (distrito)
Plön é um distrito (kreis ou landkreis) da Alemanha localizado no estado de Schleswig-Holstein.

## Cidades e municípios
Populações em 31 de dezembro de 2006:
| Cidades: 1. Plön * (12.869) 2. Preetz (15.895) 3. Schwentinental * (13.621 em 31 de dezembro de 2007) |

Estas cidades são chamadas Amtsfreie Städte por não pertencerem a nenhum Amt (vide abaixo). As cidades indicadas por asterisco (*) são sedes de um Amt.
Ämter (singular: Amt; português: ofício, escritório, secretaria), e seus municípios membros:
| - 1. Bokhorst-Wankendorf [sede: Wankendorf] 1. Belau (331) 2. Bönebüttel (2017) 3. Großharrie (543) 4. Rendswühren (813) 5. Ruhwinkel (1051) 6. Schillsdorf (888) 7. Stolpe (1338) 8. Tasdorf (360) 9. Wankendorf (3004) - 2. Großer Plöner See [sede: Plön] 1. Ascheberg (3215) 2. Bösdorf (1597) 3. Dersau (904) 4. Dörnick (266) 5. Grebin (989) 6. Kalübbe (586) 7. Lebrade (633) 8. Nehmten (273) 9. Rantzau (320) 10. Rathjensdorf (518) 11. Wittmoldt (179) 12. Bosau ** (3549) | - 3. Lütjenburg [sede: Lütjenburg] 1. Lütjenburg, cidade (5648) 2. Behrensdorf (Ostsee) (623) 3. Blekendorf (1811) 4. Dannau (697) 5. Giekau (1104) 6. Helmstorf (330) 7. Högsdorf (424) 8. Hohenfelde (1087) 9. Hohwacht (904) 10. Kirchnüchel (191) 11. Klamp (782) 12. Kletkamp (133) 13. Panker (1579) 14. Schwartbuck (852) 15. Tröndel (413) - 4. Preetz-Land [sede: Schellhorn] 1. Barmissen (185) 2. Boksee (487) 3. Bothkamp (302) 4. Großbarkau (193) 5. Honigsee (453) 6. Kirchbarkau (743) 7. Klein Barkau (257) 8. Kühren (672) 9. Lehmkuhlen (1485) 10. Löptin (310) 11. Nettelsee (389) 12. Pohnsdorf (490) 13. Postfeld (477) 14. Rastorf (865) 15. Schellhorn (1626) 16. Wahlstorf (533) 17. Warnau (375) | - 5. Probstei [sede: Schönberg] 1. Barsbek (657) 2. Bendfeld (253) 3. Brodersdorf (440) 4. Fahren (144) 5. Fiefbergen (611) 6. Höhndorf (386) 7. Köhn (839) 8. Krokau (473) 9. Krummbek (371) 10. Laboe (5247) 11. Lutterbek (390) 12. Passade (284) 13. Prasdorf (464) 14. Probsteierhagen (2028) 15. Schönberg (6594) 16. Stakendorf (446) 17. Stoltenberg (332) 18. Stein (851) 19. Wendtorf (1120) 20. Wisch (749) - 6. Schrevenborn [sede: Heikendorf] 1. Heikendorf (8278) 2. Mönkeberg (3758) 3. Schönkirchen (6401) - 7. Selent/Schlesen [sede: Schwentinental] 1. Dobersdorf (1195) 2. Fargau-Pratjau (802) 3. Lammershagen (296) 4. Martensrade (998) 5. Mucheln (617) 6. Schlesen (520) 7. Selent (1371) |

**O município de Bosau, apesar de estar localizado territorialmente no distrito de Ostholstein, é membro do Amt Großer Plöner See.
|  |

## História
Schwentinental foi formada em 1 de março de 2008 a partir dos antigos municípios de Klausdorf e Raisdorf.